# Przeciw Wranglowi
Przeciw Wranglowi (ros. Служили два товарища, Służyli dwa towariszcza) – radziecki czarno-biały film wojenny z 1968 roku w reżyserii Jewgienija Kariełowa.

## Fabuła
Jest rok 1920. Trwa wojna domowa w Rosji. Dwaj towarzysze i żołnierze Armii Czerwonej, Andriej Niekrasow i Iwan Kariakin zostali wysłani przez ich dowódcę pułku na zwiadowczą misję sfilmowania fortyfikacji Białej Armii. Na drodze do Krymu (Przesmyk Perekopski) po kręceniu filmu, silnik ich samolotu zatrzymał się i zostali zmuszeni do lądowania na terytorium nieprzyjaciela.

## Obsada
- Oleg Jankowski jako Andriej Niekrasow
- Rołan Bykow jako Iwan Kariakin
- Anatolij Papanow jako dowódca pułku
- Władimir Wysocki jako Aleksandr Brusiencow
- Wieniamin Smiechow jako baron Krause
- Nikołaj Kriuczkow jako dowódca plutonu
- Nikołaj Burlajew jako Siergiej Łukaszewicz
- Piotr Kryłow jako dowódca sztabu
- Rostisław Jankowski jako pułkownik Wasilczikow
- Roman Tkaczuk jako oficer Białej Gwardii
- Nikołaj Parfionow jako oficer Białych